# Via Gemina
Die Via Gemina war die römische Straße, die Aquileia und Emona (das moderne Ljubljana) verband. Sie wurde 14 n. Chr. von der Legio XIII Gemina erbaut. Der Name „Zwillingsstraße“ lässt sich auf verschiedene Weisen erklären: durch einen römischen Politiker dieses Namens, der als Bauherr fungiert haben könnte (vielleicht Gaius Fufius Geminus), von einer für den Ausbau der Straße eingesetzten Truppe (der legio XIII Gemina) oder von der lateinischen Wortbedeutung „Zwilling“ (da zwischen Aquileia und Emona zwei Routen verliefen, eine über den Pass Razdrto und eine durch den Birnbaumer Wald).
Die Straße verlief von Aquileia aus an Tergeste (Triest) vorbei und folgte dem Wippachtal zwischen der Mündung des Flusses Vipava in die Soča bei Pons Sonti (Gradisca d’Isonzo) und der späteren Stadt Vipava durch den Karstbezirk nach Nauportus (Oberlaibach) und Emona (Ljubljana). Sie bildet eine erste Reiseroute der Bernsteinstraße, die das römische Territorium bei Carnuntum im heutigen Niederösterreich verließ. Unklar ist, ob sich der Name „via Gemina“ vielleicht auf den gesamten im Römischen Reich gelegenen Teil der Bernsteinstraße bis nach Carnuntum bezog.
Laut dem römischen Geschichtsschreiber Tacitus kam es nach dem Tod des Kaisers Augustus im Jahr 14 n. Chr. zu einem Aufstand der römischen Soldaten, die für den Ausbau der Straße eingesetzt wurden. Sie lehnten sich gegen ihre Vorgesetzten auf und plünderten die am Straßenverlauf gelegene Stadt Nauportus.